# Blang Padang
Blang Padang is een bestuurslaag in het regentschap Aceh Barat Daya van de provincie Atjeh, Indonesië. Blang Padang telt 823 inwoners (volkstelling 2010).